# Srednji Gasteraj
Srednji Gasteraj este o localitate din comuna Sveti Jurij v Slovenskih goricah, Slovenia, cu o populație de 87 de locuitori.